# Shahrazād

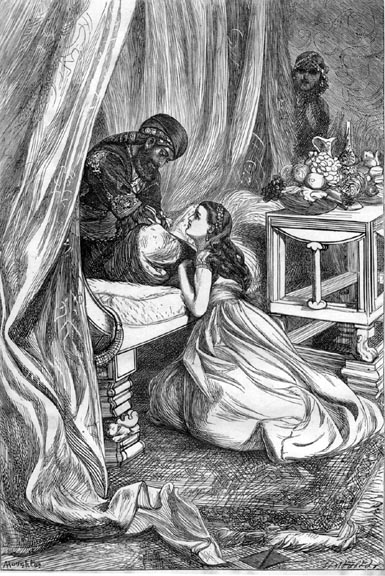
Il sultano Shahriyar perdona Shahrazād.

Shahrazād (in persiano شهرزاد‎, nata nella città, figlia della città, pronuncia persiana [ʃæhr(ɒː)ˈzɒːd]) altrimenti scritta Sherazade, Sharazade, Sheherazade, Scheherazade (traslitterazione tedesca e anglosassone), Shahrazada o Shahrzad, in italiano anche Sciarazade) è una fanciulla protagonista della silloge favolistica d'ambiente islamico nota come Le mille e una notte.
La raccolta favolistica non ha una sola origine, convivendo al suo interno elementi arabi, egiziani, persiani e perfino indiani, anche se si ricorda l'indubbio debito contratto con l'opera intitolata Hazār-afsāna (in persiano هزارافسانه‎, I mille racconti).

## Il contesto favolistico
Il re di Persia, Shahryar, è tradito da una donna e, persuaso della perfidia femminile, decide di consumare ogni notte un rapporto sessuale con una giovane schiava, per poi farla uccidere dai suoi sottoposti non appena sorto il sole della nuova giornata. Shahrazād, figlia maggiore del Gran vizir, si offre allora volontaria per tentare di metter fine a quel macabro cerimoniale, e con sua sorella minore Dinarzād escogita uno stratagemma che si rivelerà fruttuoso.
Ammessa nelle stanze intime del sovrano ella comincia a raccontare a Shahryar una storia affascinante, interrompendola però al momento del sorgere dell'alba, inducendo così il suo amante-ascoltatore a rinviare la sua esecuzione alla mattina successiva, dopo che Shahrazād abbia completato il suo racconto.
Ciò in effetti avviene, ma la giovinetta, finito il racconto lasciato in sospeso, ne avvia uno nuovo, interrompendolo a metà con le medesime modalità del primo racconto. Ella in questo modo scampa alla morte e prolunga così lo stratagemma per mille e una notte, vale a dire per quasi 3 anni, al termine delle quali il monarca è totalmente ravveduto circa la natura femminea e, anzi, innamoratosi di Shahrazād, la fa sua sposa per sempre, avendone riconosciute le doti di cuore e di spirito.

## Shahrazād in musica
Il compositore russo Nikolaj Rimskij-Korsakov ha intitolato a Shahrazād una suite sinfonica in quattro tempi (op. 35).